# Кендра Даше
Кендра Огустін Йоселін Даше (фр. Kendra Augustine Jocelyne Dacher; нар. 8 травня 1999, Сен-Бріє, Кот-д'Армор, Бретань) — французька борчиня вільного стилю, срібна призерка чемпіонату світу серед військовослужбовців, бронзова призерка чемпіонату Європи.

## Життєпис
Вона пішла по стопах свого старшого брата, зайнявшись боротьбою у віці 8 років. У 2017 році стала бронзовою призеркою чемпіонату Європи серед юніорів. У 2021 році здобула срібну медаль чемпіонату світу серед молоді. Наступного року на цих же змаганнях зобула бронзову нагороду. На дорослому рівні дебютувала на чемпіонаті Європи у 2020 році, посівши там сьоме місце, а через два роки досягла найбільшого для себе успіху у спортивній кар'єрі, здобуши бронзову медаль європейської першості.

## Спортивні результати на міжнародних змаганнях

### Виступи на Чемпіонатах світу
| Змагання                        | Збірна  | Вагова категорія          | Місце |
| ------------------------------- | ------- | ------------------------- | ----- |
| Чемпіонат світу з боротьби 2022 | Франція | жіноча боротьба, до 72 кг | 7     |
| Чемпіонат світу з боротьби 2023 | Франція | жіноча боротьба, до 72 кг | 5     |
| Чемпіонат світу з боротьби 2024 | Франція | жіноча боротьба, до 65 кг | 11    |

### Виступи на Чемпіонатах Європи
| Змагання                         | Збірна  | Вагова категорія          | Місце  |
| -------------------------------- | ------- | ------------------------- | ------ |
| Чемпіонат Європи з боротьби 2020 | Франція | жіноча боротьба, до 72 кг | 7      |
| Чемпіонат Європи з боротьби 2022 | Франція | жіноча боротьба, до 72 кг | Бронза |
| Чемпіонат Європи з боротьби 2023 | Франція | жіноча боротьба, до 65 кг | 5      |
| Чемпіонат Європи з боротьби 2024 | Франція | жіноча боротьба, до 72 кг | 8      |

### Виступи на Чемпіонатах світу серед військовослужбовців
| Змагання                                                  | Збірна  | Вагова категорія          | Місце  |
| --------------------------------------------------------- | ------- | ------------------------- | ------ |
| Чемпіонат світу з боротьби серед військовослужбовців 2024 | Франція | жіноча боротьба, до 68 кг | Срібло |

### Виступи на Середземноморських іграх
| Змагання                    | Збірна  | Вагова категорія          | Місце  |
| --------------------------- | ------- | ------------------------- | ------ |
| Середземноморські ігри 2022 | Франція | жіноча боротьба, до 76 кг | Бронза |

### Виступи на інших змаганнях
| Змагання                                       | Збірна  | Вагова категорія          | Місце  |
| ---------------------------------------------- | ------- | ------------------------- | ------ |
| Гран-прі Парижа з боротьби 2017                | Франція | жіноча боротьба, до 69 кг | Бронза |
| Flatz Open 2017                                | Франція | жіноча боротьба, до 69 кг | Бронза |
| Klippan Lady Open 2017                         | Франція | жіноча боротьба, до 69 кг | 12     |
| Гран-прі Німеччини з боротьби 2017             | Франція | жіноча боротьба, до 69 кг | Бронза |
| Flatz Open 2018                                | Франція | жіноча боротьба, до 68 кг | Бронза |
| Київський Міжнародний турнір з боротьби 2018   | Франція | жіноча боротьба, до 68 кг | 9      |
| Гран-прі Франції Анрі Деглана 2021             | Франція | жіноча боротьба, до 68 кг | 5      |
| Гран-прі Іспанії з боротьби 2022               | Франція | жіноча боротьба, до 72 кг | Золото |
| Меморіал Іона Корнеану і Ладислава Сімона 2022 | Франція | жіноча боротьба, до 72 кг | Золото |
| Меморіал Імре Поляка та Яноша Варги 2023       | Франція | жіноча боротьба, до 68 кг | 10     |
| Відкритий чемпіонат Польщі з боротьби 2023     | Франція | жіноча боротьба, до 72 кг | Золото |
| Відкритий чемпіонат Загреба з боротьби 2024    | Франція | жіноча боротьба, до 76 кг | 17     |
| Гран-прі Франції Анрі Деглана 2024             | Франція | жіноча боротьба, до 72 кг | Срібло |
| Гран-прі Іспанії з боротьби 2024               | Франція | жіноча боротьба, до 65 кг | Золото |

### Виступи на змаганнях молодших вікових груп
| Змагання                                       | Збірна  | Вагова категорія          | Місце  |
| ---------------------------------------------- | ------- | ------------------------- | ------ |
| Чемпіонат Європи з боротьби серед кадетів 2015 | Франція | жіноча боротьба, до 70 кг | 5      |
| Чемпіонат Європи з боротьби серед юніорів 2017 | Франція | жіноча боротьба, до 67 кг | Бронза |
| Чемпіонат світу з боротьби серед юніорів 2017  | Франція | жіноча боротьба, до 67 кг | 15     |
| Чемпіонат Європи з боротьби серед молоді 2021  | Франція | жіноча боротьба, до 68 кг | 5      |
| Чемпіонат світу з боротьби серед молоді 2021   | Франція | жіноча боротьба, до 72 кг | Срібло |
| Чемпіонат Європи з боротьби серед молоді 2022  | Франція | жіноча боротьба, до 72 кг | 5      |
| Чемпіонат світу з боротьби серед молоді 2022   | Франція | жіноча боротьба, до 72 кг | Бронза |